# Kari Henneseid Eie
Kari Henneseid Eie, auch Kari Eie Henneseid (* 2. Juli 1982 in Porsgrunn) ist eine ehemalige norwegische Biathletin, die derzeit nur noch in Langlaufwettbewerben startet. Dort ist sie vor allem auf der Langdistanz in der Skating-Technik erfolgreich.
Kari Henneseid Eie betreibt seit 1994 Biathlon. Die Drangedalerin startete für Drangedal IL, zuvor für Drangedal SSL und wird von Geir Ole Steinslett trainiert. Sie besuchte das Skigymnasium in Meråker. Von 2005 bis 2011 gehörte sie zum norwegischen Nationalkader. Henneseid startete 2003 in Kościelisko erstmals und ohne größere Erfolge bei Juniorenweltmeisterschaften. In Geilo startete sie zu Beginn der Saison 2003/04 erstmals im Europacup. Sie wurde Elfte im Sprint. In Oberhof debütierte sie als 52. im Sprint 2005 im Biathlon-Weltcup. Von nun an wechselte sie immer wieder zwischen Welt- und Europacup. Erste Weltcuppunkte gewann Henneseid Eie 2004 als 28. in einem Einzelrennen in Östersund. Den siebten Platz belegte sie bei der Militär-Skiweltmeisterschaft 2008 im Einzelwettbewerb des Biathlons, in den Mannschaftswettbewerben Staffel und Patrouillenlauf wurde sie jeweils Militärweltmeisterin. Den zweiten Platz im Langlaufbewerb über 10 km Freistil erreichte sie bei der Militär-Skiweltmeisterschaft 2010. Ihre erfolgreichste Saison hatte Henneseid Eie 2010/2011. Sie wurde von Beginn an im Weltcup eingesetzt und erzielte am 16. Dezember 2010 beim Einzel in Pokljuka mit Platz 23 ihr bis dato bestes Einzelergebnis.
Im Langlauf erreichte sie 2012 einen 2. Platz beim Wasalauf in der Skating-Technik.

## Weltcup-Platzierungen
Die Tabelle zeigt alle Platzierungen (je nach Austragungsjahr einschließlich Olympische Spiele und Weltmeisterschaften).
- 1.–3. Platz: Anzahl der Podiumsplatzierungen
- Top 10: Anzahl der Platzierungen unter den ersten zehn (einschließlich Podium)
- Punkteränge: Anzahl der Platzierungen innerhalb der Punkteränge (einschließlich Podium und Top 10)
- Starts: Anzahl gelaufener Rennen in der jeweiligen Disziplin

| Platzierung                      | Einzel | Sprint | Verfolgung | Massenstart | Staffel | Gesamt |
| -------------------------------- | ------ | ------ | ---------- | ----------- | ------- | ------ |
| 1. Platz                         |        |        |            |             |         |        |
| 2. Platz                         |        |        |            |             |         |        |
| 3. Platz                         |        |        |            |             |         |        |
| Top 10                           |        |        |            |             | 3       | 3      |
| Punkteränge                      | 3      | 2      | 1          |             | 3       | 9      |
| Starts                           | 11     | 26     | 13         |             | 3       | 53     |
| Stand: nach der Saison 2009/2010 |        |        |            |             |         |        |